# Yani Quintero
Yani David Quintero Rivas (Buenaventura, 17 luglio 2002) è un calciatore colombiano, centrocampista dell'Atlético Junior.

## Carriera

### Club
Ha iniziato a giocare a calcio nel Boca Juniors de Cali dove ha debuttato il 3 febbraio 2019 nell'incontro di Categoría Primera B pareggiato 1-1 contro il Real Santander. L'anno successivo è stato acquistato dal Deportes Quindío con cui ha ottenuto la promozione in Categoría Primera A nel 2021.
Il 21 febbraio 2022 è passato in prestito al RB Bragantino che lo ha inizialmente assegnato al Red Bull Brasil. Ha fatto il suo esordio in Série A il 6 agosto 2023 nell'incontro vinto 1-0 contro il Coritiba.
Il 2024 è passato con la stessa formula all'Atlético Junior.

### Nazionale
Ha giocato con la nazionale giovanile colombiana Under-17.

## Statistiche

### Presenze e reti nei club
Statistiche aggiornate al 8 febbraio 2025.
| Stagione                | Squadra                 | Campionato              | Campionato | Campionato | Coppe nazionali | Coppe nazionali | Coppe nazionali | Coppe continentali | Coppe continentali | Coppe continentali | Altre coppe | Altre coppe | Altre coppe | Totale | Totale | Totale |
| Stagione                | Squadra                 | Comp                    | Pres       | Reti       | Comp            | Pres            | Reti            | Comp               | Pres               | Reti               | Comp        | Pres        | Reti        | Pres   | Reti   |        |
| ----------------------- | ----------------------- | ----------------------- | ---------- | ---------- | --------------- | --------------- | --------------- | ------------------ | ------------------ | ------------------ | ----------- | ----------- | ----------- | ------ | ------ | ------ |
| 2019                    | Boca Juniors de Cali    | B                       | 5          | 0          | CC              | 2               | 1               | -                  | -                  | -                  | -           | -           | -           | 7      | 1      |        |
| 2020                    | Deportes Quindío        | B                       | 9          | 0          | CC              | 4               | 1               | -                  | -                  | -                  | -           | -           | -           | 13     | 1      |        |
| 2021                    | Deportes Quindío        | B+A                     | 21+13      | 0          | CC              | 2               | 0               | -                  | -                  | -                  | -           | -           | -           | 36     | 0      |        |
| Totale Deportes Quindío | Totale Deportes Quindío | Totale Deportes Quindío | 43         | 0          |                 | 6               | 1               |                    | -                  | -                  |             | -           | -           | 49     | 1      |        |
| 2022                    | Red Bull Brasil         | A3/SP                   | 7          | 0          | -               | -               | -               | -                  | -                  | -                  | -           | -           | -           | 7      | 0      |        |
| 2023                    | Red Bull Brasil         | A2/SP                   | 15         | 1          | -               | -               | -               | -                  | -                  | -                  | CP          | 1           | 0           | 16     | 1      |        |
| Totale RB Brasil        | Totale RB Brasil        | Totale RB Brasil        | 22         | 1          |                 | -               | -               |                    | -                  | -                  |             | 1           | 0           | 23     | 1      |        |
| 2023                    | RB Bragantino           | A1/SP+A                 | 0+3        | 0          | CB              | 0               | 0               | CS                 | 1                  | 0                  | -           | -           | -           | 4      | 0      |        |
| 2024                    | Atlético Junior         | A                       | 7          | 0          | CC              | 0               | 0               | CL                 | 1                  | 0                  | -           | -           | -           | 8      | 0      |        |
| 2025                    | Atlético Junior         | A                       | 3          | 0          | CC              | 0               | 0               | -                  | -                  | -                  | -           | -           | -           | 3      | 0      |        |
| Totale Júnior           | Totale Júnior           | Totale Júnior           | 10         | 0          |                 | 0               | 0               |                    | 1                  | 0                  |             | -           | -           | 11     | 0      |        |
| Totale carriera         | Totale carriera         | Totale carriera         | 83         | 1          |                 | 8               | 2               |                    | 2                  | 0                  |             | 1           | 0           | 94     | 3      |        |